# Mathilde van Zwaben

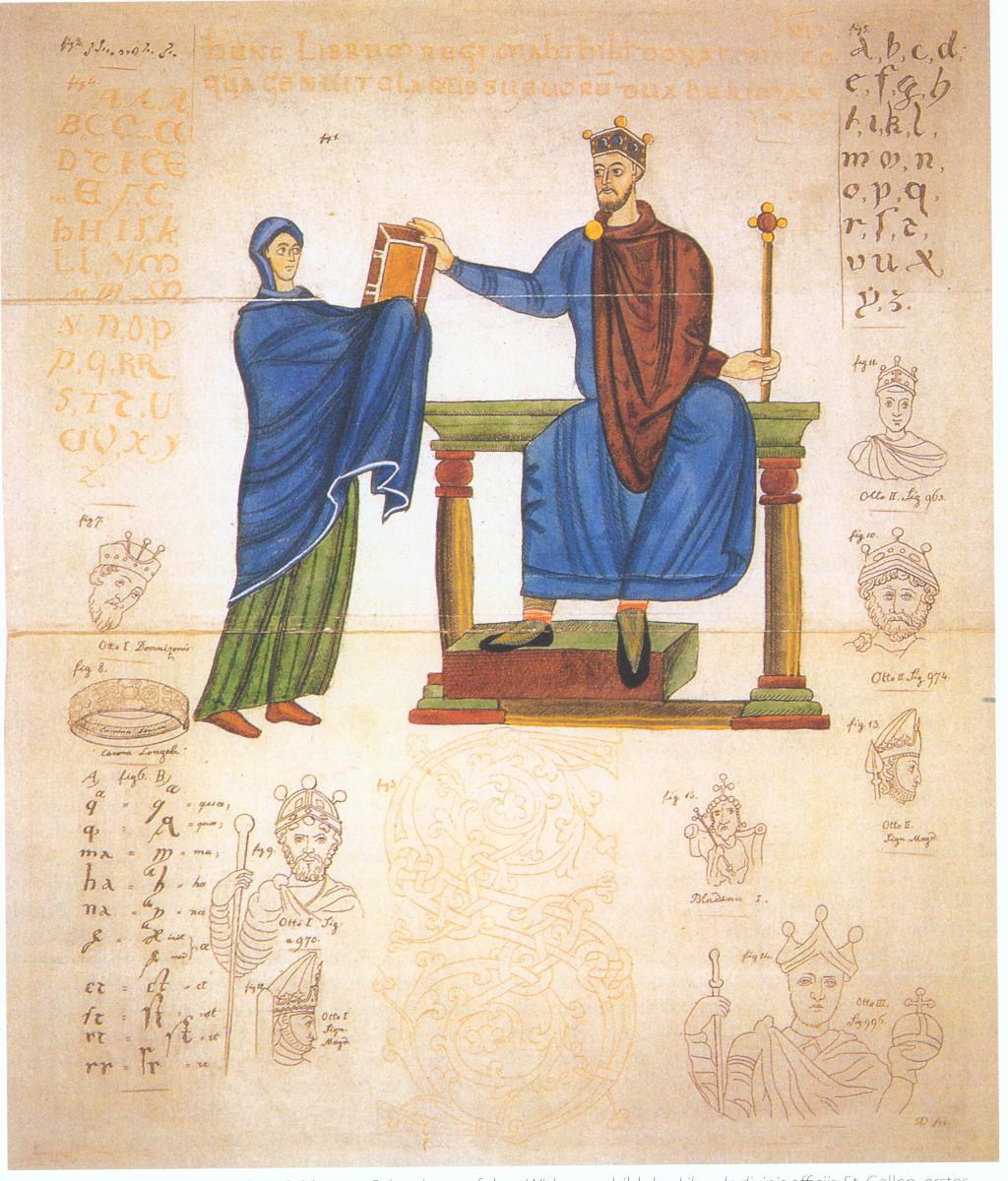
Afbeelding van Mieszko II en Mathilde van Zwaben op het inwijdingsbeeld van de Liber de divinis officiis; Sankt Gallen, eerste kwart van de 11e eeuw. Düsseldorf, Universitäts- und Landesbibliothek, Ms.C 91 (verloren), fol. 3r

Mathilde van Zwaben (ca. 988 - 29 juli 1031/1032) was tegenspeler van Koenraad II tijdens diens koningskeuze en probeerde in plaats van hem haar zoon Koenraad II van Karinthië tot koning te laten kiezen. Mathilde van Zwaben is ook bekend vanwege haar brief aan de Poolse koning Mieszko II ("Epistola ad Mathildis Suevae ad Misegonem II. Poloniae Regem) met haar afbeelding. Ze is begraven in de dom van Worms, naast haar eerste echtgenoot.
Mathilde was dochter van Herman II van Zwaben en Gerberga van Bourgondië. Haar tegenstander Koenraad II was haar zwager omdat die met haar zuster Gisela van Zwaben was getrouwd.
Mathilde was achtereenvolgens gehuwd met:
- Koenraad I van Karinthië, en kreeg met hem de volgende kinderen:
  - Koenraad II van Karinthië
  - Bruno, bisschop van Würzburg.
- Frederik II van Lotharingen, en kreeg met hem de volgende kinderen:
  - Frederik III van Lotharingen (ca. 1017 - 1033);
  - Sophia (1018-1093), gravin van Bar en Pont-à-Mousson, die trouwde met graaf Lodewijk van Mömpelgard,
  - Beatrix (ca. 1017 - 1073), die uiteindelijk huwde met Godfried II van Neder-Lotharingen.
  - mogelijk Petronille
- Esiko van Ballenstedt en kreeg met hem de volgende kinderen:
  - Adalbert II van Ballenstedt
  - Adelheid, gehuwd met Thiemo van Schraplau, ouders van Esiko en Ekkehard

Esiko en Mathilde zijn de stamouders van het geslacht van de Ascaniërs.

## Voorouders
| Voorouders van Mathilde van Zwaben  | Voorouders van Mathilde van Zwaben                                | Voorouders van Mathilde van Zwaben                                | Voorouders van Mathilde van Zwaben                                | Voorouders van Mathilde van Zwaben                                | Voorouders van Mathilde van Zwaben                                        | Voorouders van Mathilde van Zwaben                                        | Voorouders van Mathilde van Zwaben                                       | Voorouders van Mathilde van Zwaben                                       |
| ----------------------------------- | ----------------------------------------------------------------- | ----------------------------------------------------------------- | ----------------------------------------------------------------- | ----------------------------------------------------------------- | ------------------------------------------------------------------------- | ------------------------------------------------------------------------- | ------------------------------------------------------------------------ | ------------------------------------------------------------------------ |
| Overgrootouders                     | ? (-) ∞ ? (–)                                                     | ? (-) ∞ ? (–)                                                     | ? (-) ∞ ? (–)                                                     | ? (-) ∞ ? (–)                                                     | Rudolf II van Bourgondië (890-937) ∞ 922 Bertha van Zwaben (907-voor 966) | Rudolf II van Bourgondië (890-937) ∞ 922 Bertha van Zwaben (907-voor 966) | Lodewijk IV van Frankrijk (920-954) ∞ 939 Gerberga van Saksen (913-984)  | Lodewijk IV van Frankrijk (920-954) ∞ 939 Gerberga van Saksen (913-984)  |
| Grootouders                         | Koenraad I van Zwaben (940-997) ∞ Richlind (~950-1035)            | Koenraad I van Zwaben (940-997) ∞ Richlind (~950-1035)            | Koenraad I van Zwaben (940-997) ∞ Richlind (~950-1035)            | Koenraad I van Zwaben (940-997) ∞ Richlind (~950-1035)            | Koenraad van Bourgondië (922-993) ∞ 964 Mathilde van Frankrijk (943-992)  | Koenraad van Bourgondië (922-993) ∞ 964 Mathilde van Frankrijk (943-992)  | Koenraad van Bourgondië (922-993) ∞ 964 Mathilde van Frankrijk (943-992) | Koenraad van Bourgondië (922-993) ∞ 964 Mathilde van Frankrijk (943-992) |
| Ouders                              | Herman II van Zwaben (-1003) ∞ Gerberga van Bourgondië (965–1019) | Herman II van Zwaben (-1003) ∞ Gerberga van Bourgondië (965–1019) | Herman II van Zwaben (-1003) ∞ Gerberga van Bourgondië (965–1019) | Herman II van Zwaben (-1003) ∞ Gerberga van Bourgondië (965–1019) | Herman II van Zwaben (-1003) ∞ Gerberga van Bourgondië (965–1019)         | Herman II van Zwaben (-1003) ∞ Gerberga van Bourgondië (965–1019)         | Herman II van Zwaben (-1003) ∞ Gerberga van Bourgondië (965–1019)        | Herman II van Zwaben (-1003) ∞ Gerberga van Bourgondië (965–1019)        |
| Mathilde van Zwaben (ca. 965 - 995) |                                                                   |                                                                   |                                                                   |                                                                   |                                                                           |                                                                           |                                                                          |                                                                          |